# 유레일
유레일 그룹(영어: Eurail Group G. I. E)은 유럽의 철도 관련 회사이다. 네덜란드계 회사로 룩셈부르크에 본사가 있다. 주 상품은 유레일패스와 인터레일이 있다. 유럽 배낭 여행객들에게 친숙한 회사 중 하나이다.

## 대상
유럽의 가맹국가에서의 일반 열차 및 통근 열차를 일정 기간 내 무료로 이용할 수 있다. 하지만 일부열차의 경우, 일정 금액의 예약료를 지불해야 한다.
- 고속열차 : TGV(프랑스), Thalys[1], Eurostar(영국, 프랑스), Eurostar Italia(이탈리아), AVE(스페인)등의 고속열차의 경우 1회 예약 당 10~15유로의 예약료를 지불해야 한다. 하지만 ICE(독일)의 경우는 예약료를 낼 필요가 없다.

## 유레일 패스
유레일패스란 유레일에서 단기 관광객을 위해 발행하는 철도패스이다.

### 사용 가능 국가
- 많은 EU국가(스위스 포함)
- 단, 영국이나 일부 국가는 사용이 불가능하다.

### 사용 가능처
- 유레일패스가 통용되는 나라의 국철
- 일부 버스
- 페리(바이킹 라인외)
- 이외 많은 곳에서 할인 혹은 무료 혜택이 있다.

## 종류

### 유레일 패스
유레일 패스의 가장 기본형으로 개시일부터 연속적으로 사용할 수 있다. 15일부터 3개월권이 있다.

### 유레일 플렉시 패스
유레일 패스와 효과는 같으나 선택적 사용이 가능하다.

### 유레일 셀렉트 패스
유레일 패스가 통하는 27개국 중 4개국을 지정하여 선택적으로 이용할 수 있는 패스이다. 다만 셀렉트 패스를 이용하기 위해서는 기차나 버스, 혹은 페리가 지정된 나라 이외의 나라를 경유해서는 안된다.

## 유의사항
1. 유레일패스는 유럽 이외 나라 거주민에 한해 구입이 가능하며 유럽에 6개월 이상 체류할 경우에는 구입이 불가능하다.
2. 유레일패스는 사용전 개시를 해야 한다. 개시는 각 역에서 할 수 있으며 패스와 여권이 필요하다.
3. 유레일패스를 이용해도 좌석 예약은 추가로 돈을 내야 하며, 사철은 유레일패스로 사용할 수 없다.
4. 유레일패스의 유효기간은 패스 유효기간 마지막 날의 24:00이다.

## 같이 보기
- 유레일
- 인터레일